# 774
Вижте пояснителната страница за други значения на 774.